# Harald Vilimsky
Harald Vilimsky (Viena, 22 de julio de 1966) es un político austríaco que ocupa un escaño en el Parlamento Europeo. Es miembro del Partido de la Libertad de Austria, una formación de extrema derecha que forma parte de la alianza Patriotas por Europa.
Vilimsky fue criado por su madre, quien trabajaba como enfermera, y su padrastro, un corredor de seguros, en el distrito de Favoriten en Viena. Nunca llegó a conocer a su padre biológico, y perdió a su madre cuando tenía 16 años. Luego de terminar la escuela primaria, asistió a una academia comercial, donde se graduó. Más adelante inició estudios en economía, aunque no los concluyó. Entre 1988 y 1990, realizó un curso universitario de relaciones públicas en la Universidad de Viena.

## Carrera política temprana
Después de terminar sus estudios, Vilimsky trabajó en varios cargos como jefe de prensa. Comenzó en la Junta de Seguridad Vial durante un año y, desde 1991, se desempeñó como jefe de prensa del grupo parlamentario del FPÖ en el Consejo Nacional. En 1995, Rainer Pawkowicz, entonces líder regional del FPÖ, lo integró al equipo del partido en el parlamento estatal y el consejo municipal del Ayuntamiento de Viena. Fue allí donde entabló relación con Heinz-Christian Strache, quien más adelante se convertiría en su mentor y amigo. Cuando Strache asumió la presidencia del FPÖ de Viena en marzo de 2004, Vilimsky fue nombrado secretario regional, jugando un papel central en la elaboración de numerosos programas electorales del partido.

## Miembro del Consejo Federal y del Consejo Nacional
En las elecciones legislativas de Austria de 2013, Vilimsky figuró en el puesto 13 de la lista del FPÖ por Viena y en el sexto lugar de la lista nacional del partido.Logró ser reelegido como diputado.
En las elecciones legislativas de Austria de 2008, Vilimsky fue reelegido como diputado, ocupando el décimo lugar en la lista del FPÖ por Viena y el quinto en la lista nacional del partido.
En diciembre de 2008, Vilimsky generó controversia al participar en un experimento personal junto a un periodista. Bajo supervisión médica, se sometió voluntariamente a una descarga de una pistola de electrochoque, un dispositivo usado en cárceles para controlar a presos violentos. Su objetivo era demostrar al público que, según su opinión, el uso de esta arma no representaba un peligro real.
En 2009, al referirse a la Operación Plomo Fundido, Vilimsky criticó duramente la falta de respuesta por parte de los países occidentales ante lo que consideró una agresión israelí en la Franja de Gaza, calificando su silencio como "vergonzoso". También señaló la influencia de "organizaciones de presión israelíes" y cuestionó el hecho de que no se condenara la cantidad de muertes de civiles cuando estas eran causadas por Israel.
Desde noviembre de 2005, Vilimsky formó parte del Consejo Federal, convirtiéndose así en el primer representante federal del FPÖ después de la escisión con el BZÖ. En las elecciones legislativas de Austria en 2006, se postuló en el tercer lugar de la lista del FPÖ por Viena y en el puesto veinte a nivel nacional, logrando ser elegido como miembro del Consejo Nacional.

## Miembro del Parlamento Europeo

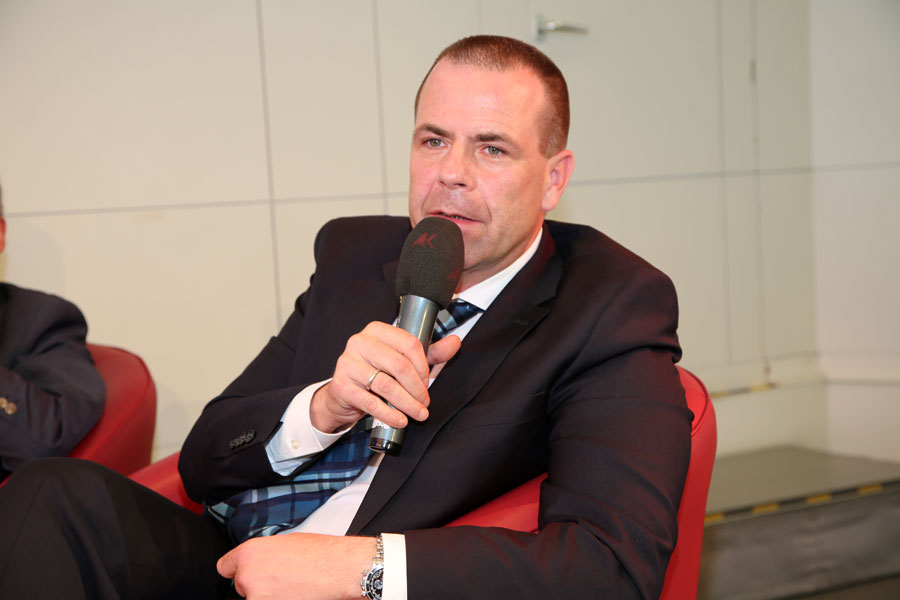
Vilimsky en 2014

En las elecciones al Parlamento Europeo de 2014, Vilimsky fue inicialmente candidato principal del FPÖ junto a Andreas Mölzer. Sin embargo, tras la renuncia de Mölzer debido a comentarios controvertidos,Vilimsky quedó como único cabeza de lista. Bajo su liderazgo, el FPÖ consiguió dos escaños y se posicionó como la tercera delegación más grande de Austria en el Parlamento Europeo.
En 2015, el FPÖ y Vilimsky se unieron a otras formaciones de derecha, como la Agrupación Nacional de Francia y la Liga Norte de Italia, para formar el grupo parlamentario Europa de las Naciones y de las Libertades en el Parlamento Europeo.
Durante las conversaciones para formar una coalición entre el ÖVP y el FPÖ tras las elecciones legislativas de 2017 en Austria, Harald Vilimsky, junto con Johann Gudenus, fue señalado como uno de los miembros del FPÖ que el presidente federal Alexander Van der Bellen no aceptaría como parte del gabinete ministerial.
En julio de 2018, Vilimsky generó polémica al acusar al presidente de la Comisión Europea, Jean-Claude Juncker, de padecer alcoholismo. Esto ocurrió tras la aparición de Juncker tambaleándose durante la cumbre de la OTAN los días 11 y 12 de julio. Vilimsky, junto con otros políticos populistas de derecha, incluidos miembros del partido alemán AfD, lo acusaron de estar bajo los efectos del alcohol y pidieron su renuncia inmediata. Según Vilimsky, el comportamiento de Juncker ridiculizaba a Europa.En las elecciones europeas de 2019, el FPÖ obtuvo tres escaños, con Vilimsky siendo reelegido.

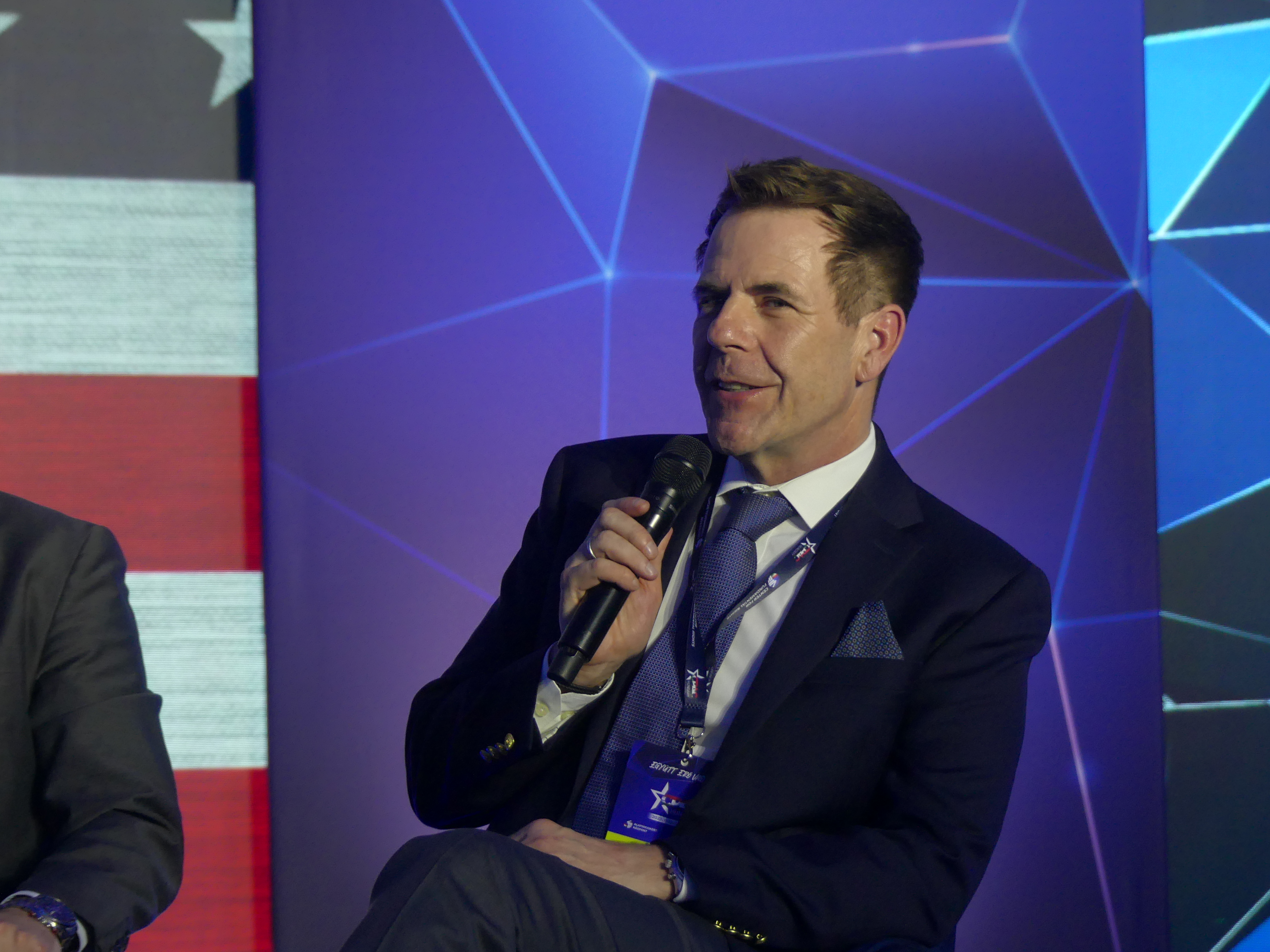
Vilimsky en la CPAC Hungría, 2023

Tras la disolución del grupo Europa de las Naciones y de las Libertades, Vilimsky siguió liderando al FPÖ dentro del nuevo grupo parlamentario Identidad y Democracia (ID) en el Parlamento Europeo.
Durante la campaña para las elecciones europeas de 2024, Vilimsky llamó al presidente Van der Bellen el "sugar daddy" de Lena Schilling.Como cabeza de lista, Vilimsky llevó al FPÖ a obtener su primera victoria en unas elecciones nacionales en Austria, logrando el 25,4% de los votos y 6 escaños en el Parlamento Europeo.
Después de las elecciones europeas de 2024, cuando la mayoría de los partidos que formaban parte del grupo Identidad y Democracia (ID) se integraron en el nuevo grupo Patriotas por Europa —exceptuando al SPD checo, que se unió al grupo ESN— Vilimsky encabezó la delegación del FPÖ para sumarse a los Patriotas por Europa.Además, Vilimsky asumió el cargo de uno de los vicepresidentes de este nuevo grupo parlamentario.
En julio de 2024, Vilimsky calificó a Ursula von der Leyen (presidenta de la Comisión Europea), Roberta Metsola (presidenta del Parlamento Europeo) y Christine Lagarde (presidenta del Banco Central Europeo) como un "trío de brujas políticas que están conduciendo a Europa al desastre y a las que haremos sentir el látigo". Estas declaraciones provocaron la condena unánime de los principales partidos políticos en Austria.
En enero de 2025, Harald Vilimsky declaró que sería positivo abandonar la Organización Mundial de la Salud (OMS). En febrero del mismo año, propuso reducir el número de comisarios de la Comisión Europea de 27 a 18, criticando el exceso de regulación por parte del organismo.

### Comités y delegaciones

#### 10º Parlamento Europeo
- Comité de Asuntos Exteriores
- Delegación para las Relaciones con los Estados Unidos

#### 9º Parlamento Europeo
- Comisión de Asuntos Exteriores
- Comisión de Investigación sobre la Protección de los Animales durante el Transporte
- Delegación para las Relaciones con los Estados Unidos

#### 8º Parlamento Europeo
- Comisión de Libertades Civiles, Justicia y Asuntos de Interior
- Delegación ante la Comisión Parlamentaria de Asociación UE-Ucrania
- Delegación ante la Asamblea Parlamentaria Euronest

## Vida personal
Vilimsky está casado y tiene una hija.
En 2025 fue condecorado con la Orden de la Bandera Serbia.